# 伝林坊頼慶
伝林坊 頼慶（でんりんぼう らいけい）、別名弁慶夢想（べんけいむそう）は、江戸時代前期に明出身の忍者として活躍したという。

## 生涯
頼慶の中国における経歴は不明である。
頼慶は日本を訪れた中国武術家であったと思われる。丸目氏の記録によると、長崎においてタイ捨流始祖で丸目長恵の弟子小田六右衛門夕可と決闘を行った。彼は夕可に敗れ、長恵の弟子となった。
頼慶は「直伝免許之衆」の一人に数えられ、代稽古を任せられるなど長恵の高弟の一人となった。また、彼は忍術により才能を発揮したと見え、タイ捨流の忍術指導の総帥となった。また彼は水軍の指導に際しては有瀬外記を助けて、ジャンク船を建造した。
寛永12年（1635年）、頼慶は肥前国の永田盛昌に印可を渡す。その後、藤津郡の岩屋山で修験者となって巡礼を開始。そのさなかに山伏の指導的立場となり、忍者軍団の組織を確立したとされる。
日本古武道協会に加盟するタイ捨流宗家筋の道場八代龍泉館の伝承によると、この忍者集団は裏タイ捨と呼ばれ、柳生氏・伊賀・甲賀といった幕府勢力に対抗したという。また、別に宗家を称する「阿蘇火忍神影タイ捨流」の道場では、タイ捨流道場には、頼慶が「相良忍軍」という相良氏に仕えた忍者集団の指導者であったとされる。
その後の頼慶の生涯については不明である。
しかしながら、慶安4年（1651年）に弁慶夢想という人物が嬉野の武次与三兵衛という人物にタイ捨流の免許を与えたという記録があり、タイ捨流の研究者である宮崎十念はこれが頼慶と同人物であるとしている。
なお、兵法タイ捨流の秘文書『タイ捨流忍之内極意秘密之巻（写）』中にある元禄2年（1689年）3月付の起請文には、明らかに頼慶が「忍法」を修行、体得していたことが記されていた。この記述により2018年、三重大学教授の山田雄司は頼慶を忍者として認定した。この文書は、摩利支天、八幡菩薩、不動明王、大天狗への帰依を誓い、ヒバカリの黒焼きを使った魔術的なもの、そして「犬隠れの術」、「柴隠れの術」、「木の葉隠れの術」といった遁術の秘儀など具体的な宗教性・精神性、忍術性が認められるものである。
頼慶は師である長恵の隣に埋葬されている 。

## その他
タイ捨流剣術には、蹴り、目潰し、関節技などの体術が取り入れられているという特徴がある。「阿蘇火忍神影タイ捨流」によると、これらの特徴は中国武術の要素がタイ捨流に取り入れられた結果だという。
頼慶は以前近畿にあった片岡タイ捨流の二代目宗家に数えられていた。
タイ捨流の秘伝書のひとつは中国式の挿絵を含んでおり、頼慶の絵の系統だと考えられている。